# Monte Coglians
Pour l’article homonyme, voir Hohe Warte (Karwendel).
Le Monte Coglians en italien, ou Hohe Warte en allemand, est un sommet des Alpes, à 2 780 m, point culminant des Alpes carniques, entre l'Autriche (land de Carinthie) et l'Italie (Frioul-Vénétie Julienne). La frontière entre l'Autriche et l'Italie y passe.

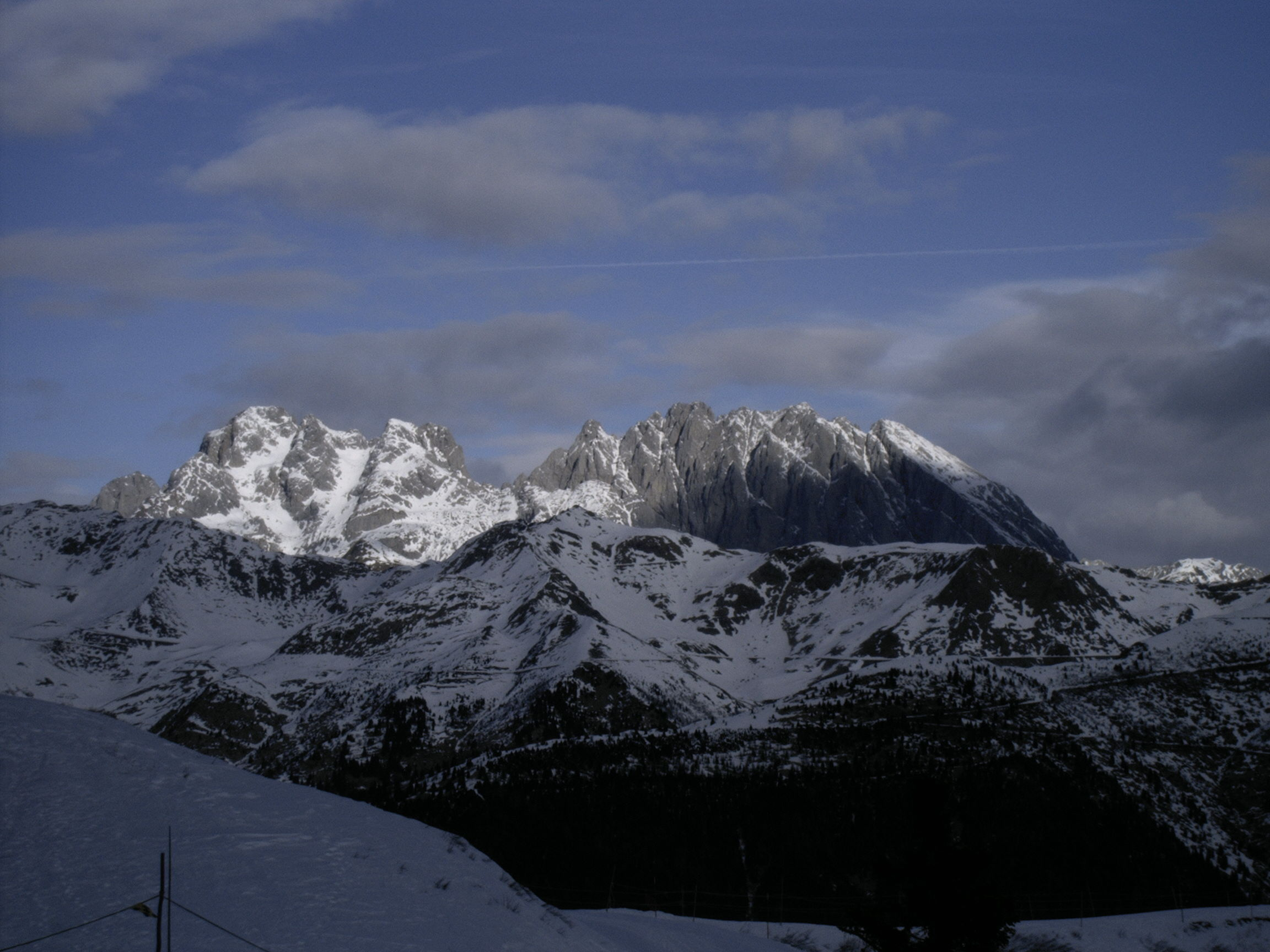
Le Monte Coglians (à gauche) et la Creta delle Chianevate (à droite) vus du sud.